# Ummeliata
Ummeliata és un gènere d'aranyes araneomorfes de la subfamília dels erigonins, dins de la família Linyphiidae. Es poden trobar a la zona paleàrtica.
Fou descrit per primera vegada per Embrik Strand l'any 1942.
És sinònim del gènere Hummelia. (Schenkel) 1936

## Llista d'espècies
Segons The World Spider Catalog 12.0:
- Ummeliata angulituberis (Oi, 1960) – Rússia, Corea, Japó
- Ummeliata erigonoides (Oi, 1960) – Japó
- Ummeliata feminea (Bösenberg & Strand, 1906) – Rússia, Xina, Corea, Japó
- Ummeliata insecticeps (Bösenberg & Strand, 1906) (Espècie tipus) – Rússia fins al Vietnam, Taiwan, Japó
- Ummeliata jambi Tanasevitch, 2020 – Indonèsia (Sumatra)
- Ummeliata onoi Saito, 1993 – Japó
- Ummeliata osakaensis (Oi, 1960) – Rússia, Japó
- Ummeliata saitoi Matsuda & Ono, 2001 – Japó
- Ummeliata sibirica (Eskov, 1980) – Rússia
- Ummeliata xiaowutai Han & Zhang, 2014 – Xina